# Заполье (Велимченская сельская община)
Заполье (укр. Запілля) — село в Велимченской сельской общине Ковельского района Волынской области Украины.
До 2020 года входило в Ратновский район.
Код КОАТУУ — 0724282602. Население по переписи 2001 года составляет 166 человек. Почтовый индекс — 44165. Телефонный код — 3366. Занимает площадь 1,041 км².